# Соціоінформ
Український центр вивчення громадської думки «Соціоінформ» — дослідницький центр в Україні, заснований у Львові у 1990. Проводить соціологічні та маркетингові дослідження в Україні. «Соціоінформ» є однією із перших соціологічних дослідницьких служб, найбільший соціологічний центр у Західній Україні. У 2000—2007 роках центр очолював Олексій Антипович, який з 2008 року є директором соціологічної групи «Рейтинг».
З 2008 року директором Центру вивчення громадської думки «Соціоінформ» є кандидат соціологічних наук, доцент кафедри соціології Українського католицького університету Наталія Зайцева-Чіпак.

## Діяльність
Центр соціальних досліджень вивчення громадської думки «Соціоінформ» одним із перших в СРСР почав проводити соціологічні дослідження. Зокрема, 10 листопада 1990 року Цент провів соціологічне опитування у Львівській області серед 1294 членів Комуністичної партії присвячене проблемам і перспективам розвитку обласної організації компартії. 73.3 % учасників опитування заявили про свій намір у найближчому майбутньому залишити КПРС, 68 % підтримали рішення про відмову від авангардної ролі партії, 67.2 % відповіли що їхні надії на реформи у партії не виправдалися.
У січні 2000 році цент «Соціоінформ» провів дослідження формування громадянської нації та самоідентифікації представників різних етнічних груп Львівщини .
У центрі проходять практику студенти-соціологи Дрогобицького педагогічного університету